# ITTF 프로 투어
ITTF 월드 투어(ITTF World Tour)는 국제 탁구 연맹(ITTF)에서 주관하는 연간 대회이다. 2005년부터 시작된 이 대회는 세계 랭킹에는 포함되지 않고, 순위에 따라 연말에 열리는 ITTF 월드 투어 그랜드 파이널스의 참가 자격 조건에 해당하는 포인트를 획득할 수 있다.

## 참가 기준

### 출전 신청
- 각국 협회를 통해서만 대회 출전신청을 접수받기 때문에 해당 협회에 선수등록이 되어있어야 신청이 가능하다.

### 본선
- 남자 단식은 통상 64명의 선수가 참가하게 되고 세계 랭킹순으로 32명은 시드를 부여받아 바로 본선에 진출하고 나머지 32명은 각 그룹별 예선을 통해 결정된다.(단, 참가신청원이 적은 경우에는 부전승 및 32강으로 변경된다.)
- 여자 단식, 남자 복식,여자 복식은 통상 32명의 선수가 참가하게 되고 세계 랭킹순으로 16명은 시드를 부여받아 바로 본선에 진출하고 나머지 16명은 각 그룹별 예선을 통해 결정된다.(단, 참가신청원이 적은 경우에는 부전승 및 16강으로 변경된다.)

## 경기의 종류

### 본선
- 남자 단식
- 남자 복식
- 여자 단식
- 여자 복식

### 21세 이하
- 남자 단식
- 여자 단식

## 2010년 일정
- 슬로베니아 오픈
- 카타르 오픈
- 쿠웨이트 오픈
- 독일 오픈
- 칠레 오픈
- 인도 오픈
- 중국 오픈
- 일본 오픈
- 모로코 오픈
- 이집트 오픈
- 한국 오픈
- 중국 오픈
- 헝가리 오픈
- 오스트리아 오픈
- 폴란드 오픈

## 같이 보기
- 세계 탁구 선수권 대회
- 올림픽 탁구